# Gare de Moustier
La gare de Moustier est une gare ferroviaire belge de la ligne 130, de Namur à Charleroi, située à Moustier-sur-Sambre section de la commune de Jemeppe-sur-Sambre dans la province de Namur en région wallonne.
Elle est mise en service en 1843 par l'administration des chemins de fer de l'État belge. C'est une halte voyageurs de la Société nationale des chemins de fer belges (SNCB) desservie par des trains Suburbains (S) (Réseau S de Charleroi).

## Situation ferroviaire
Établie à 94 m d'altitude, la gare de Moustier est située au point kilométrique (PK) 14,40 de la ligne 130, de Namur à Charleroi, entre les gares de Franière et de Jemeppe-sur-Sambre.

## Histoire
La halte de Moustier est mise en service, le 8 février 1843 par l'Administration des chemins de fer de l'État belge. Elle devient une gare à part entière quelques décennies plus tard.
Le bâtiment de la gare date de 1881, il en existait peut-être un autre plus petit auparavant.
Ce bâtiment a survécu jusqu'à aujourd'hui et en 2001, la marquise du bâtiment voyageurs est restaurée.
Depuis le 28 juin 2013, la gare est devenue un point d'arrêt et le guichet est définitivement fermé.

### Le bâtiment de la gare
Construit en 1881 par le chef de section des chemins de fer Émile Robert. Il reprend une disposition qui sera plus tard réutilisée à Waregem (bâtiment construit en 1887 et détruit en 1918), Flawinne (construit en 1892, désormais démoli) et, avec quelques différences, Wondelgem (construit en 1906 et qui existe toujours).
Il s'agit d'une gare dite "du groupe de Namur". Il s'agit d'un ensemble de gares conformes aux directives de 1880 et érigées autour de Namur entre 1881 et les années 1890. Quelques-unes ont également été érigées en Flandre ou dans le Hainaut.
Les gares du groupe de Namur n'étaient pas toutes identiques que ce soit au niveau du plan, des matériaux employés et des ornements. Il existe cependant quelques bâtiments similaires entre eux.
La disposition employée à Moustier ainsi que Flawinne et Waregem est assez originale en Belgique puisque le corps central servant de logement de fonction n'avait que deux travées au lieu de trois. L'aile basse est en revanche très longue (huit travées) et ne semble pas servir de magasin pour les colis. L'aile de service est en forme de L et abrite deux toilettes. Comme à Waregem, cette aile est à toit plat (contrairement à Flawinne).

Le bâtiment
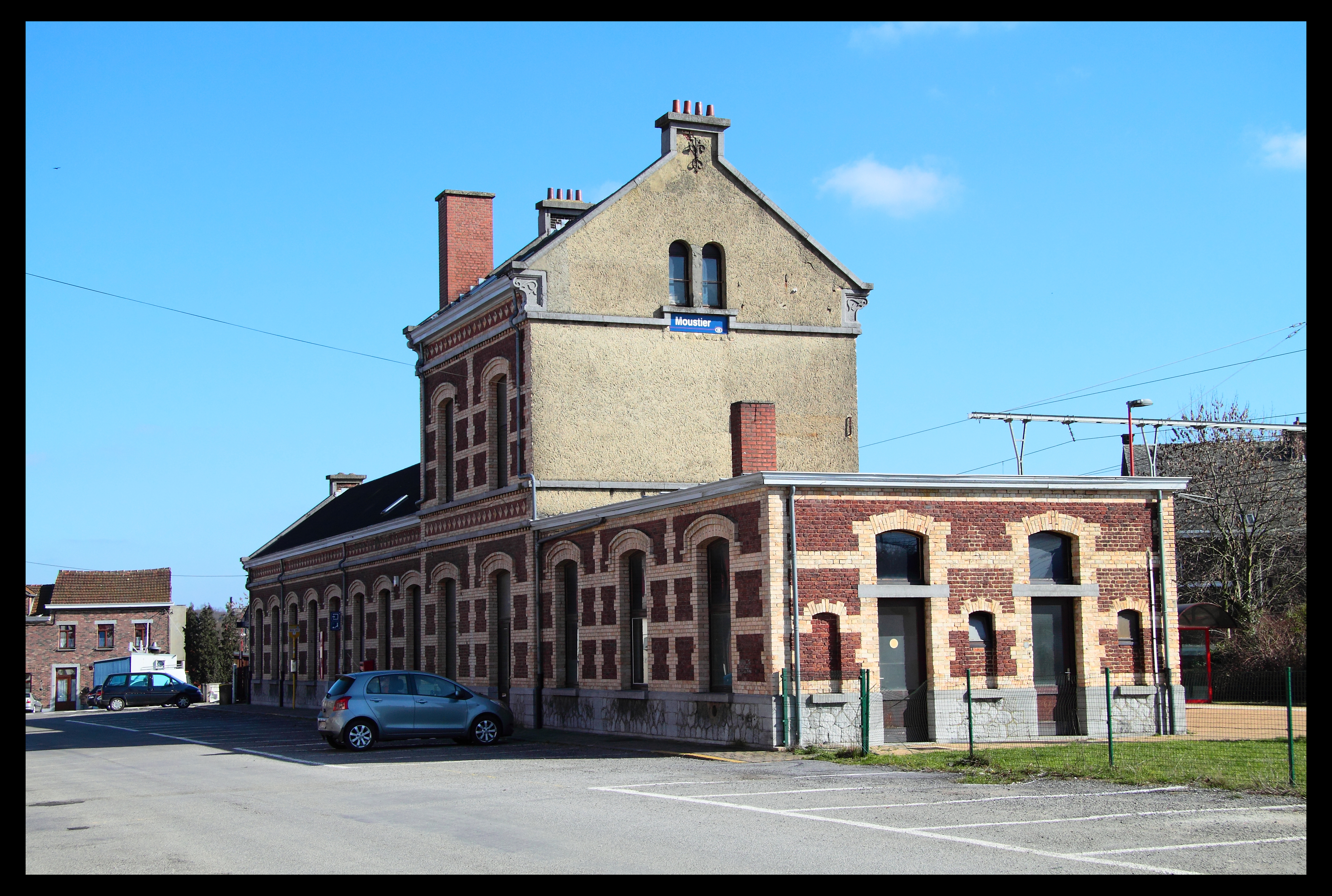
Côté rue.
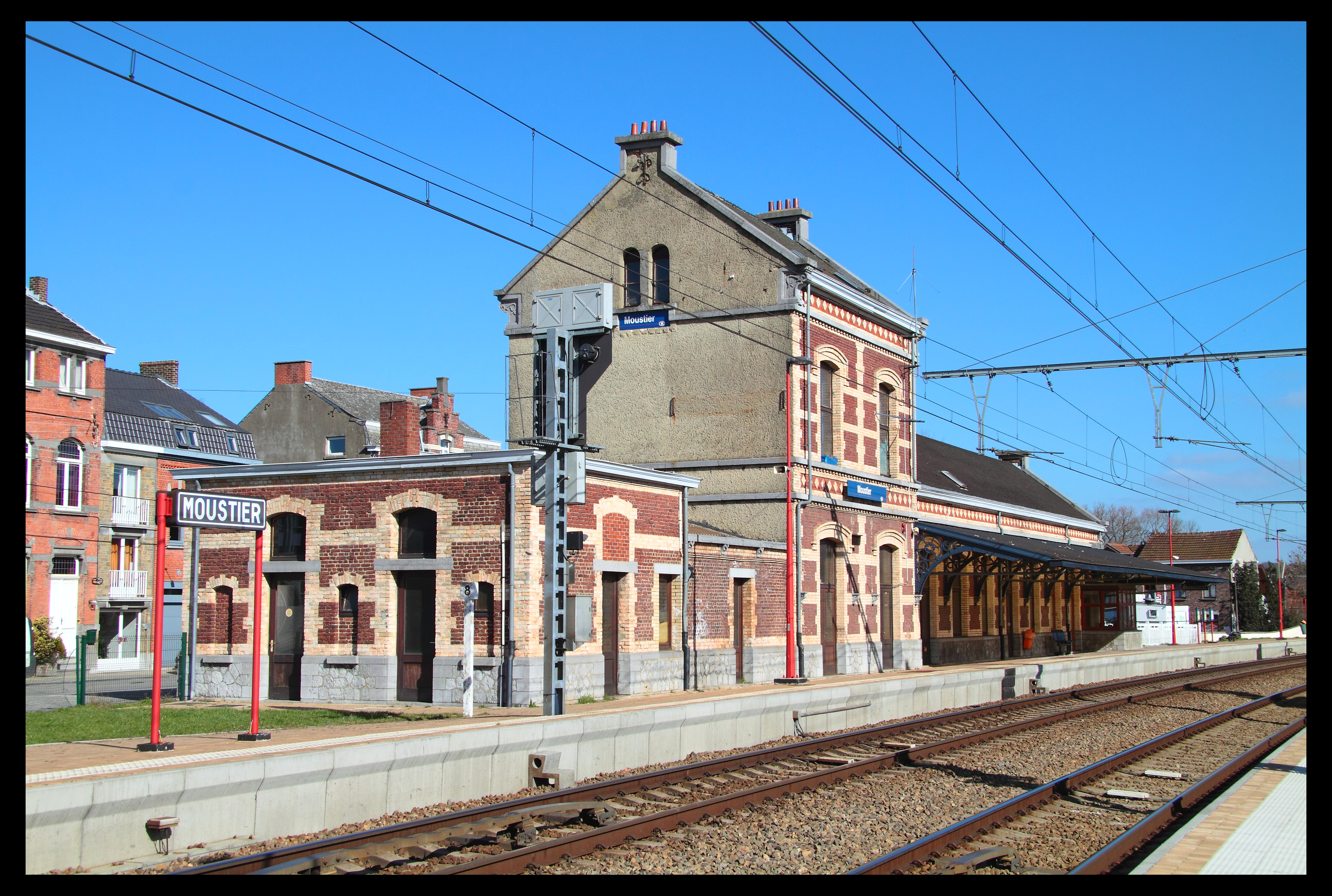
Côté voies.
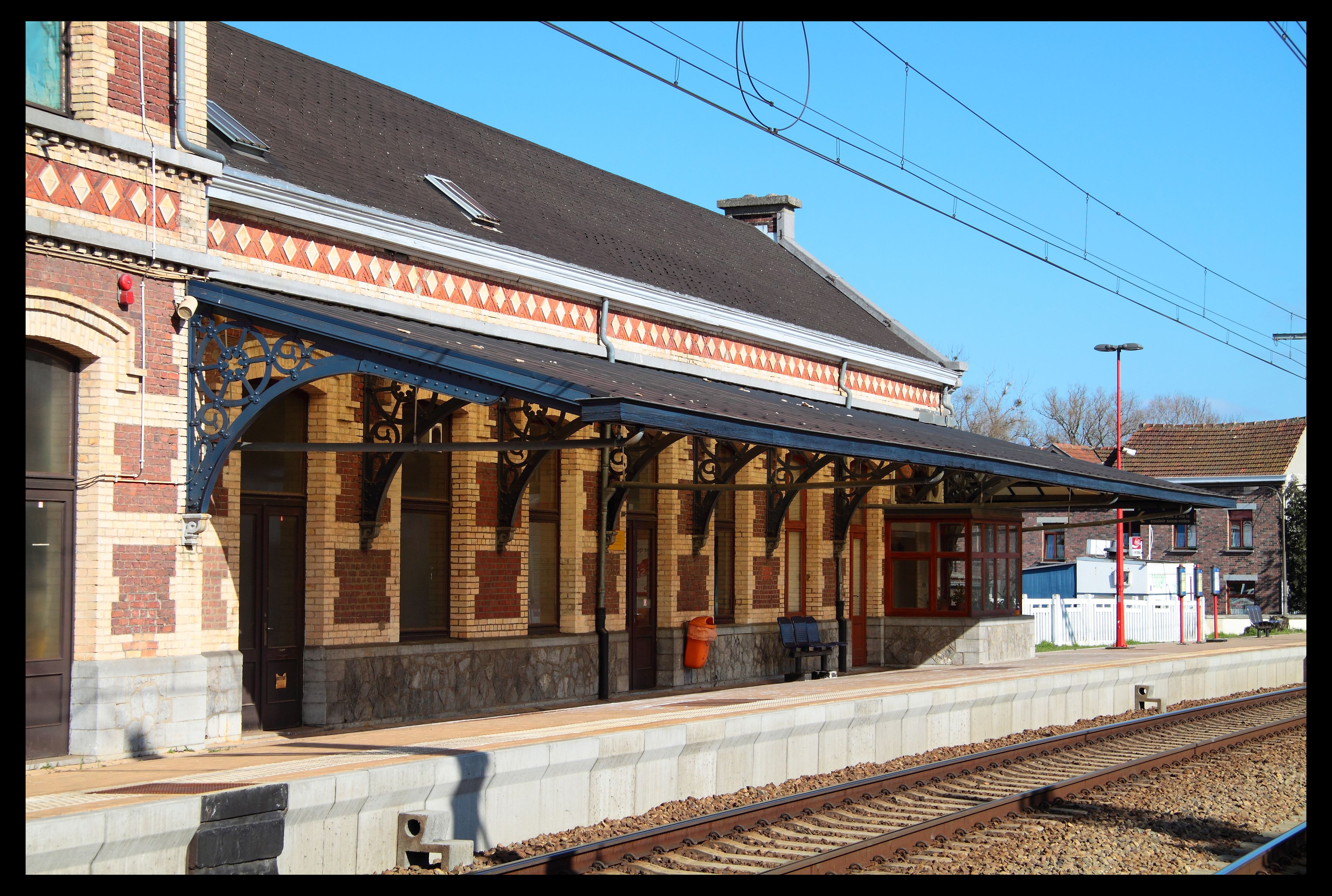
Détail de la marquise.
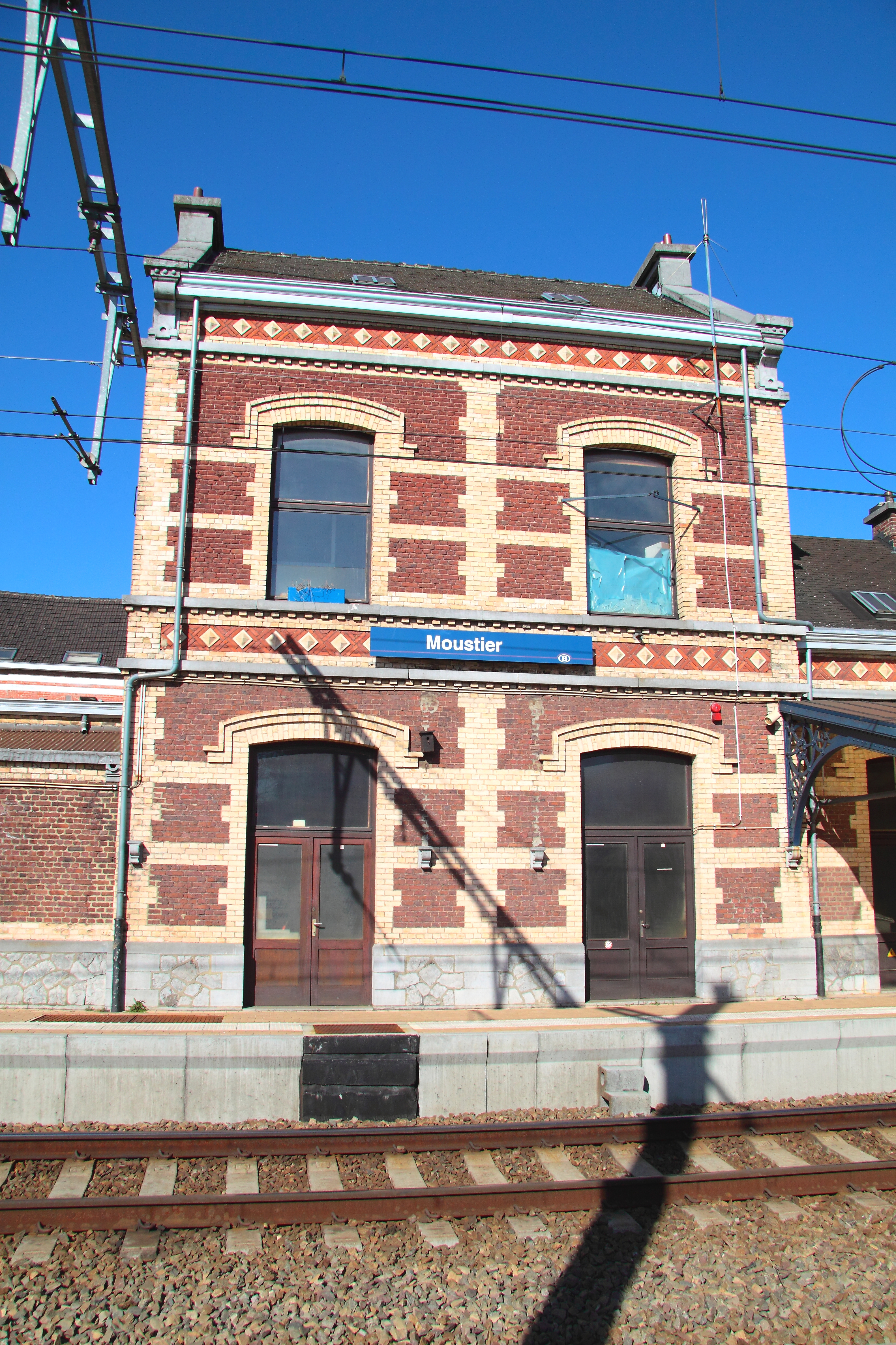
Corps central.

La façade est réalisée en briques rouge foncé avec des bandeaux décoratifs et des pilastres sans relief de brique beige. Les travées sont surmontées d'arcs bombés et de larmiers en brique beige (sauf l'aile de service où elles ont un linteau de pierre). Le soubassement est en pierre irrégulière et il existe quelques bandeaux de pierre encadrant la frise (qui est réalisée en briques orange avec des carrés sur pointe beiges). Les rampants sont également en pierre (avec des motifs Art nouveau aux angles). La gare comporte une grande marquise munie de supports en pierre qui courait initialement sur toute la longueur de l'aile basse et du corps central.
La gare de Moustier est toujours en bon état, proche de l'origine et est la seule de ces trois gares identiques à avoir survécu (la gare de Wondelgem présente un certain nombre de différences). Une maison de garde-barrière de type ancien existe toujours ; la halle à marchandises a disparu vers 2010.

## Service des voyageurs

### Accueil
Halte SNCB, c'est un point d'arrêt non géré (PANG) à accès libre. Elle est équipée d'un automate pour l'achat de titres de transport. Des aménagements et équipements sont à la disposition des personnes à la mobilité réduite.

### Desserte
Moustier est desservie par des trains Suburbains (S) de la SNCB (ligne S61 du RER de Charleroi) qui effectuent des missions sur la ligne 130 Charleroi-Namur (voir fiche horaire).

#### Semaine
Il existe deux trains S61 par heure : les premiers reliant Jambes (ou Namur) à Ottignies et Wavre via Charleroi ; les seconds étant limités à Charleroi-Central.

#### Week-end et jours fériés
La desserte comprend un train S61, toutes les deux heures, entre Namur et Ottignies via Charleroi.

### Intermodalité
Un parc pour les vélos et un parking pour les véhicules y sont aménagés. Des bus desservent la gare.

## Comptage voyageurs
Ce graphique et tableau montre le nombre de voyageurs embarquant en moyenne durant la semaine, le samedi et le dimanche.
| Nombre de passagers qui embarquent à la gare de Moustier | Nombre de passagers qui embarquent à la gare de Moustier | Nombre de passagers qui embarquent à la gare de Moustier | Nombre de passagers qui embarquent à la gare de Moustier |
|                                                          | Semaine                                                  | Samedi                                                   | Dimanche                                                 |
| -------------------------------------------------------- | -------------------------------------------------------- | -------------------------------------------------------- | -------------------------------------------------------- |
| 1977                                                     | 622                                                      | 193                                                      | 140                                                      |
| 1978                                                     | 559                                                      | 186                                                      | 140                                                      |
| 1979                                                     | 573                                                      | 233                                                      | 135                                                      |
| 1980                                                     | 591                                                      | 171                                                      | 137                                                      |
| 1981                                                     | 609                                                      | 195                                                      | 139                                                      |
| 1982                                                     | 605                                                      | 206                                                      | 110                                                      |
| 1983                                                     | 539                                                      | 223                                                      | 106                                                      |
| 1984                                                     | 553                                                      | 149                                                      | 98                                                       |
| 1985                                                     | 521                                                      | 114                                                      | 137                                                      |
| 1986                                                     | 719                                                      | 109                                                      | 72                                                       |
| 1987                                                     | 534                                                      | 82                                                       | 73                                                       |
| 1988                                                     | 514                                                      | 106                                                      | 69                                                       |
| 1989                                                     | 505                                                      | 97                                                       | 87                                                       |
| 1990                                                     | 540                                                      | 135                                                      | 79                                                       |
| 1991                                                     | 508                                                      | 106                                                      | 72                                                       |
| 1992                                                     | 426                                                      | 99                                                       | 67                                                       |
| 1993                                                     | 341                                                      | 83                                                       | 69                                                       |
| 1994                                                     | 357                                                      | 95                                                       | 47                                                       |
| 1995                                                     | 302                                                      | 77                                                       | 37                                                       |
| 1996                                                     | 333                                                      | 96                                                       | 30                                                       |
| 1997                                                     | 341                                                      | 73                                                       | 54                                                       |
| 1998                                                     | 306                                                      | 80                                                       | 44                                                       |
| 1999                                                     | 286                                                      | 58                                                       | 30                                                       |
| 2000                                                     | 263                                                      | 68                                                       | 43                                                       |
| 2001                                                     | 252                                                      | 54                                                       | 21                                                       |
| 2002                                                     | 232                                                      | 58                                                       | 35                                                       |
| 2003                                                     | 209                                                      | 48                                                       | 37                                                       |
| 2004                                                     | 236                                                      | 64                                                       | 42                                                       |
| 2005                                                     | 275                                                      | 63                                                       | 48                                                       |
| 2006                                                     | 255                                                      | 47                                                       | 31                                                       |
| 2007                                                     | 252                                                      | 67                                                       | 52                                                       |
| 2008                                                     | -                                                        | -                                                        | -                                                        |
| 2009                                                     | 287                                                      | 54                                                       | 43                                                       |
| 2010                                                     | -                                                        | -                                                        | -                                                        |
| 2011                                                     | -                                                        | -                                                        | -                                                        |
| 2012                                                     | 235                                                      | 51                                                       | 48                                                       |
| 2013                                                     | 249                                                      | 47                                                       | 37                                                       |
| 2014                                                     | 243                                                      | 28                                                       | 27                                                       |
| 2015                                                     | 168                                                      | 43                                                       | 31                                                       |
| 2016                                                     | 198                                                      | 48                                                       | 40                                                       |
| 2017                                                     | 180                                                      | 38                                                       | 32                                                       |
| 2018                                                     | 239                                                      | 56                                                       | 44                                                       |
| 2019                                                     | 183                                                      | 48                                                       | 36                                                       |
| 2020                                                     | 160                                                      | 65                                                       | 53                                                       |
| 2021                                                     | -                                                        | -                                                        | -                                                        |
| 2022                                                     | 242                                                      | 80                                                       | 69                                                       |
| 2023                                                     | 278                                                      | 91                                                       | 71                                                       |
| 2024                                                     | 314                                                      | 104                                                      | 89                                                       |

bâtiments annexes
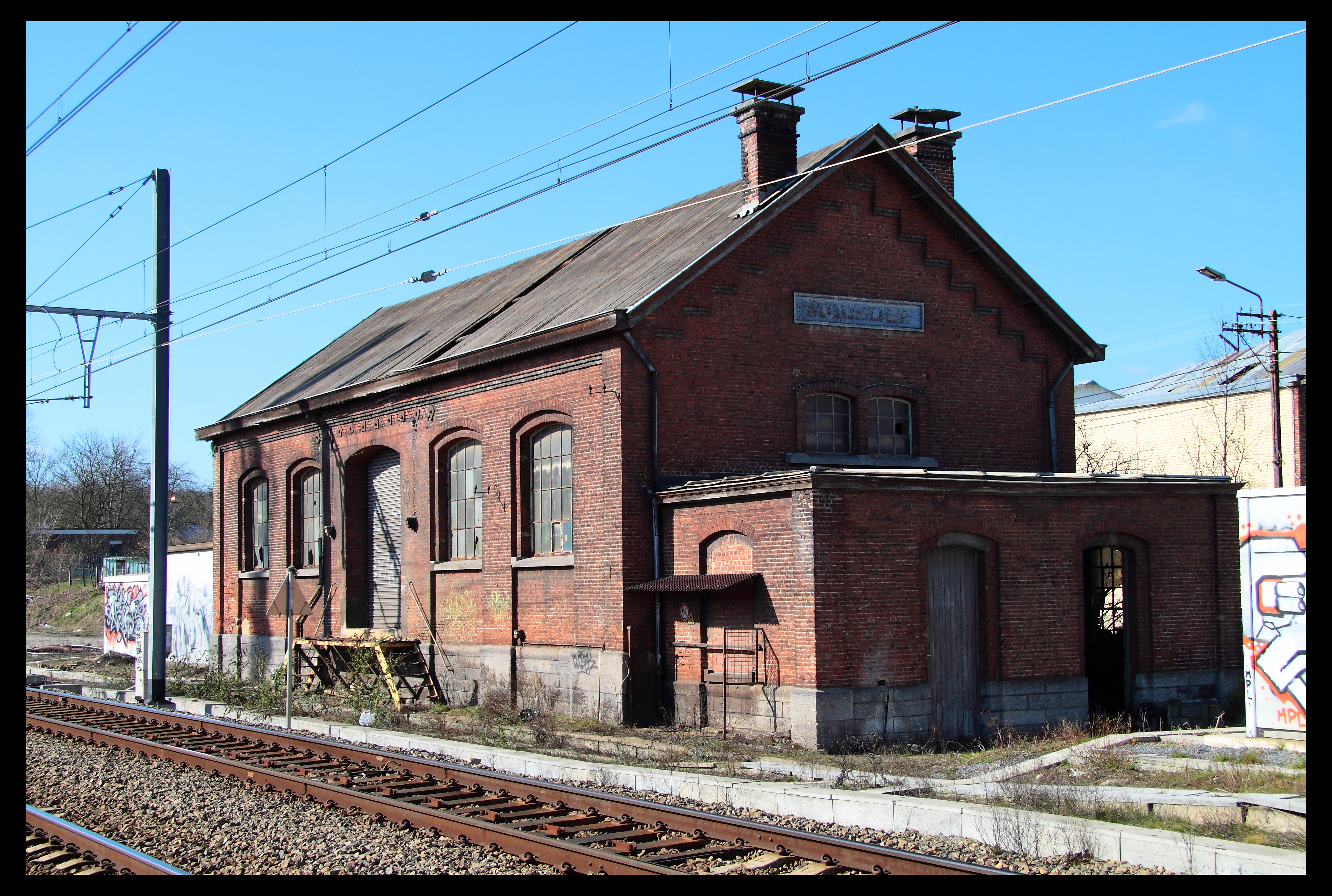
Ancienne halle à marchandises.
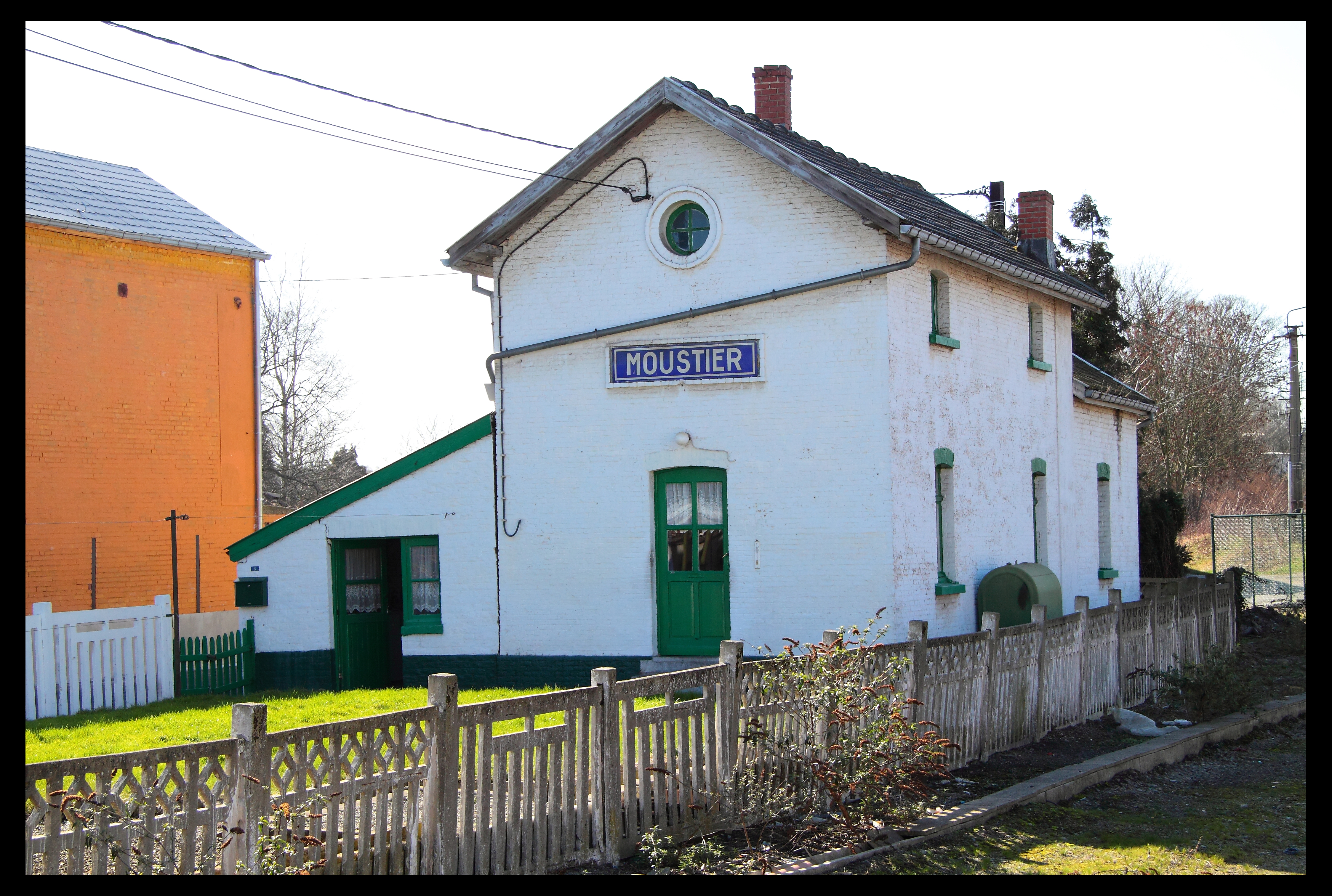
maison de garde-barrière restaurée en habitation.
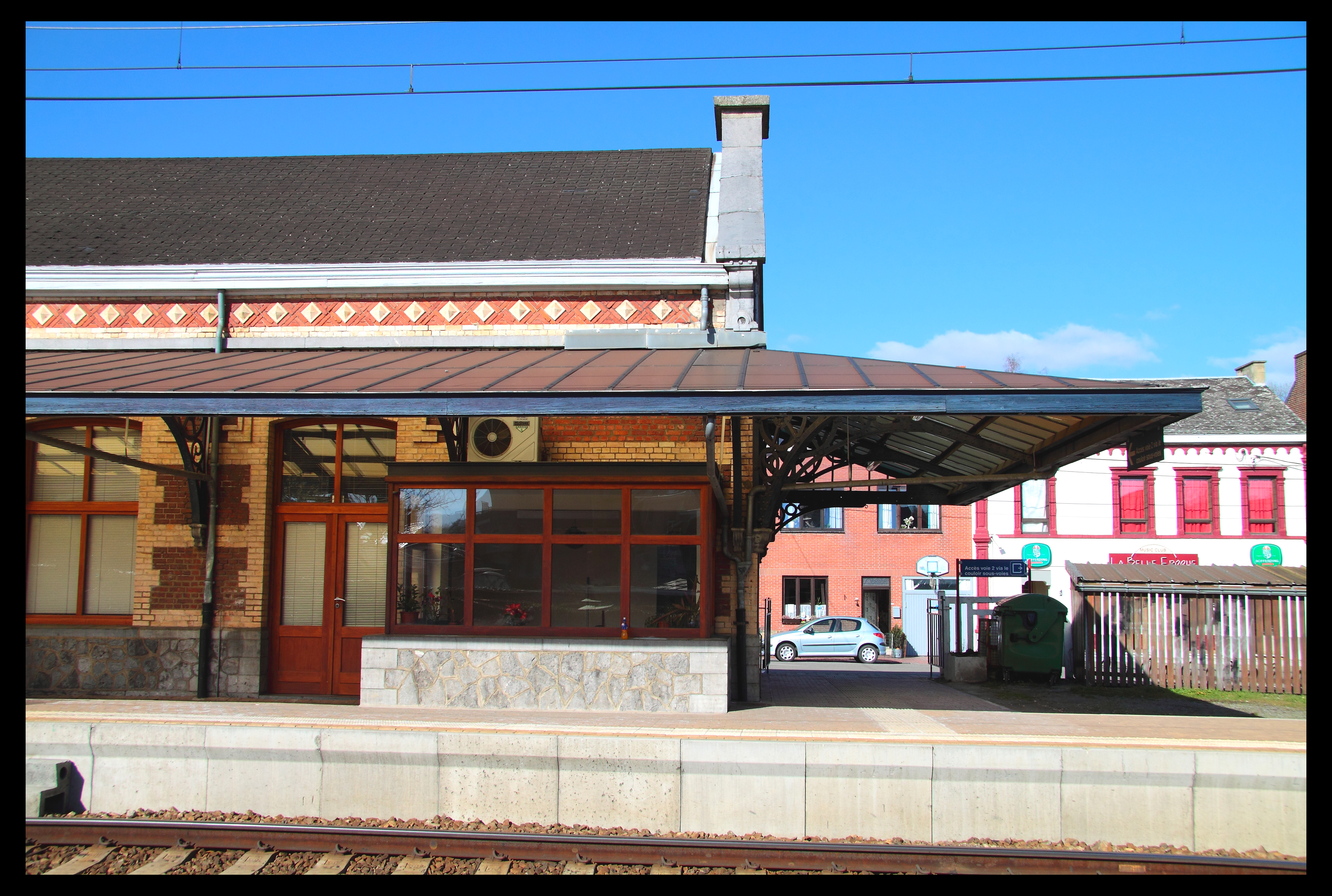
ancienne loge du personnel.
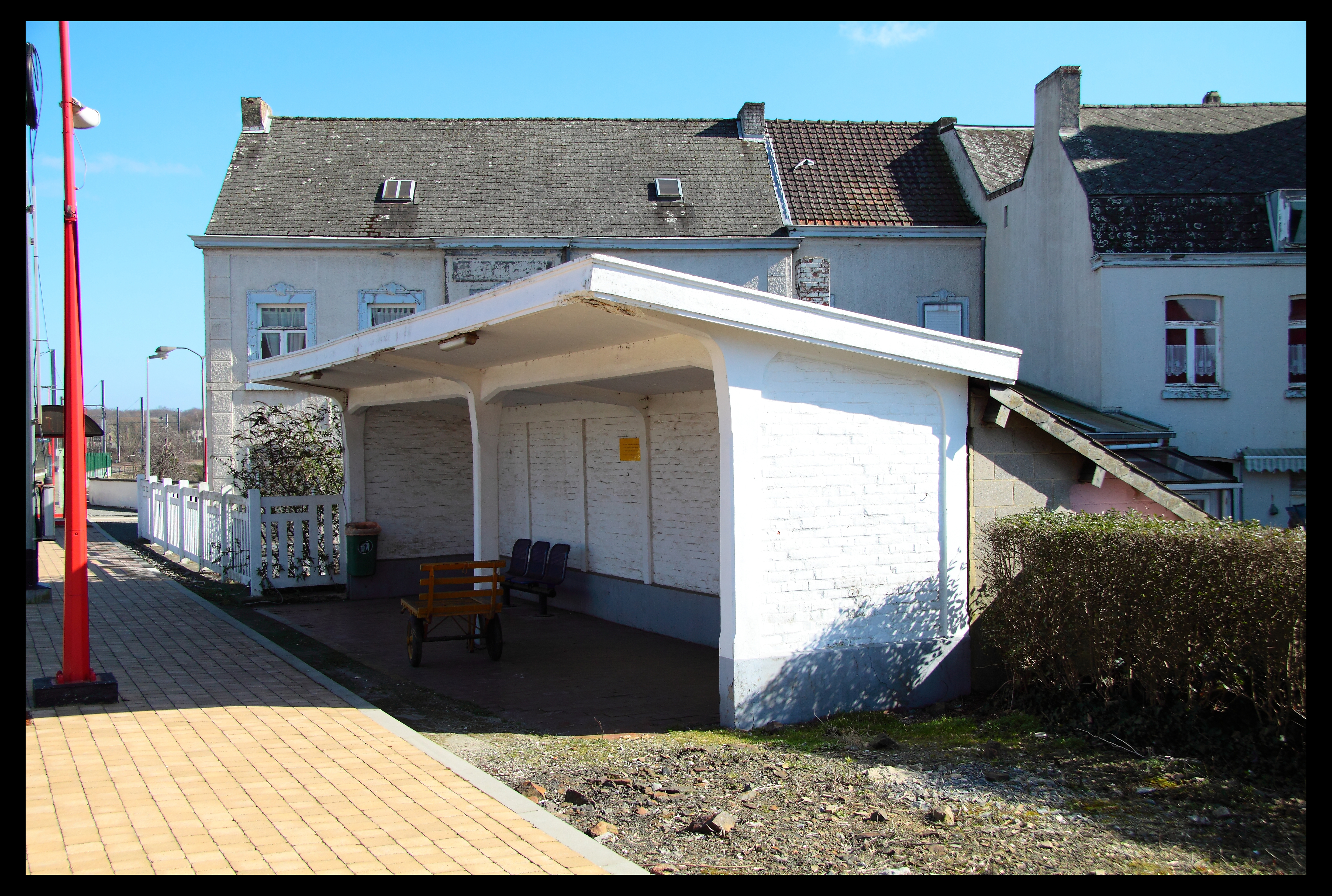
abri de quai sur l'autre quai.